# 2024-es angol labdarúgókupa-döntő
A 2023–2024-es angol labdarúgókupa döntőjét 2024. május 25-én rendezték a londoni Wembley Stadionban. A 143. döntő a világ legrégebbi labdarúgó-versenye, az FA-kupa történetében. A Manchester City mérkőzött meg a Manchester United csapata ellen. A United diadalmaskodott, 2–1-re, elnyerve tizenharmadik címüket.
1885 óta ez az első angol kupadöntő, amiben ugyanaz a két csapat játszott, mint az előző szezonban. Akkor 1884-ben és 1885-ben is a Blackburn Rovers és a Queen’s Park mérkőzött meg egymással. Azt követően, hogy 2023-ig soha nem találkozott a két csapat kupadöntőben, sorozatban másodjára mérkőzött meg egymással a két manchesteri klub a sorozat utolsó mérkőzésén.
A döntő győztese automatikusan helyet kapott a 2024–2025-ös Európa-liga csoportkörében és a 2024-es angol szuperkupában is szerepelt.

## Háttér
A Manchester City tizenkettedik, a Manchester United huszonkettedik döntőszereplése a kupában, amivel az utóbbi csapat megdöntötte a rekordot, amit korábban az Arsenal 2020 óta tartott és az előző szezonban a United beállított. A két manchesteri csapat 2023-ban is szerepelt a döntőben. Az elődöntőben büntetőkkel kiesett Coventry 2008 óta az első másodosztályú csapat lehetett volna, ami bejutott a döntőbe, akkor ez a Cardiff Citynek sikerült.

## Út a döntőbe
| Manchester City   | Manchester City | Forduló      | Manchester United | Manchester United |
| ----------------- | --------------- | ------------ | ----------------- | ----------------- |
|                   |                 |              |                   |                   |
| Ellenfél          | Eredmény        |              | Ellenfél          | Eredmény          |
| Huddersfield Town | 5–0             | Harmadik kör | Wigan Athletic    | 2–0               |
| Tottenham Hotspur | 1–0             | Negyedik kör | Newport County    | 4–2               |
| Luton Town        | 6–2             | Nyolcaddöntő | Nottingham Forest | 1–0               |
| Newcastle United  | 2–0             | Negyeddöntő  | Liverpool         | 4–3 (h.u.)        |
| Chelsea           | 1–0             | Elődöntő     | Coventry City     | 3–3 (t. 4–2)      |

### Manchester City
Első osztályú csapatként a Manchester City a harmadik körben csatlakozott a kupához. Itt a másodosztályú Huddersfield Town ellen játszottak és könnyen diadalmaskodtak is, Phil Foden duplájával, illetve Julián Álvarez, Jérémy Doku góljaival és egy öngóllal. Ez volt az egyetlen mérkőzés, amin a City nem Premier League-csapattal játszott a szezonban. A negyedik fordulóban már nehezebb dolga volt a csapatnak, csak a 88. percben tudták kiharcolni a továbbjutást, Nathan Aké góljával, a Tottenham Hotspur ellen. A nyolcaddöntőben a Luton Town következett, akik ellen ismét könnyen nyert a City, 6–2-es végeredménnyel kiejtve ellenfelüket. Erling Haaland ötször, Mateo Kovačić egyszer talált be, a korábbi mindössze 55 perc alatt szerezte összes gólját. A negyeddöntőben a Newcastle United ellen mérkőztek meg, az északi csapat legyőzése se volt nehéz a címvédő számára, Bernardo Silva duplázott. Az elődöntőben a Chelsea csapata ellen nyertek 1–0-ra, Silva találatával. Ez a harmadik alkalom lesz, hogy a csapat sorozatban két döntőben szerepel, 1933 és 1934, illetve 1955 és 1956 után.

### Manchester United
Első osztályú csapatként a Manchester United a harmadik körben csatlakozott a kupához, a harmadosztályú Wigan Athletic ellen játszottak. A United Diogo Dalot góljával és Bruno Fernandes büntetőjével nyert, idegenben. A negyedik fordulóban a negyedosztályú Newport County meglepően nagy problémát okozott a csapatnak, annak ellenére, hogy 2–0-ás előnybe kerültek, két gólt is kaptak a 48. perc előtt. A United góljait Fernandes és Kobbie Mainoo, a Newportét Bryn Morris és Will Evans szerezték. A második félidő második felében viszont már nem esett nehezére a Unitednek kiejteni alacsonyabb rangú ellenfelét, Antony és Rasmus Højlund találataival a végeredmény 4–2 lett. A februári nyolcaddöntőben a manchesteriek ellenfele a Nottingham Forest volt, a United a 89. percben tudta csak kiharcolni a továbbjutást, Casemiro góljával. A negyeddöntő egy emlékezetes rangadó volt a Liverpool ellen, a United kétszer is hátrányba került. Scott McTominay már a tizedik percben előnybe helyezte csapatát, de a félidő vége előtt a Liverpool kétszer is betalált, három perc alatt. A 87. percig úgy tűnt, hogy a United kiesik, amíg Antony be nem vette Caoimhin Kelleher kapuját. A hosszabbítás első félideje végén Harvey Elliott góljával ismét hátrányba került a United, de Marcus Rashford 112. percben szerzett egyenlítő gólja, majd Amad 121. perces győztes találata az elődöntőbe küldte a Vörös Ördögöket. Az elődöntőben a Coventry City csapata ellen nyertek, büntetőkkel. Dalot, Christian Eriksen, Fernandes és Højlund mind értékesítették büntetőjüket, míg a Coventry játékosai közül Callum O’Hare és Ben Sheaf kihagyták sajátjukat. A United 2004 és 2005 óta fog először sorozatban két évben a kupadöntőben játszani.

### Egymás ellen a bajnokságban
| 2023. október 29. 15:30 |

| Manchester United | 0–3               | Manchester City                      |
| ----------------- | ----------------- | ------------------------------------ |
|                   | (0–1) Jegyzőkönyv | Haaland 26' (11-esből) 49' Foden 80' |

| Old Trafford, Manchester Nézőszám: 73 502 Játékvezető: Paul Tierney Asszisztensek: Neil Davies, Scott Ledge |

| 2024. március 3. 15:30 |

| Manchester City             | 3–1               | Manchester United |
| --------------------------- | ----------------- | ----------------- |
| Foden 56' 80' Haaland 90+1' | (0–1) Jegyzőkönyv | Rashford 8'       |

| Etihad Stadion, Manchester Nézőszám: 55 097 Játékvezető: Andy Madley Asszisztensek: Ian Hussin, Nick Hopton |

## A mérkőzés

### Áttekintés
A Manchester United két balhátvéde, Tyrell Malacia és Luke Shaw, illetve a középhátvéd Harry Maguire és Casemiro nélkül játszott, de Anthony Martial, Victor Lindelöf és Mason Mount visszatért sérüléséből. Ez Raphaël Varane és Martial utolsó mérkőzése a United színeiben. Manchester másik oldalán hiányzott a csapat első számú kapusa, Ederson Moraes, helyét Stefan Ortega vette át. A United kezdője sokban hasonlított a bajnokság utolsó mérkőzésén pályára lépett csapathoz, de visszatért a csapatba Varane, Lisandro Martínez mellé. A védelem két oldalán Aaron Wan-Bissaka és Diogo Dalot játszottak, míg a kaput a szokás szerint André Onana védte. A kettős középpálya tagjai Kobbie Mainoo és Szofjan Amrabat voltak, a két szélen Alejandro Garnacho és Marcus Rashford szerepeltek, míg középen Scott McTominay és Bruno Fernandes játszott a két csatár pozíciójában, bár a mérkőzés közben gyakran visszaléptek a középpályára. Pep Guardiola három játékost cserélt a szezon utolsó napjához képest. A védelem közepében Nathan Aké és John Stones játszott Manuel Akanji és Rúben Dias helyett, míg Jérémy Doku helyét Mateo Kovačić vette át. A City támadó négyese a megszokott Phil Foden, Bernardo Silva, Kevin De Bruyne és Erling Haaland voltak, a védelem két szélét Kyle Walker és Joško Gvardiol erősítette.
Az első percben már büntetőt kaphatott volna a City, miután Haaland összeütközött egy United-védővel, de a bíró szerint szabálytalanság nem történt. Mindkét csapatnak voltak nagyobb lehetőségei, az első 20 percet a City dominálta, de a United kiemelkedően védekezett és egy védelmi hibát végül ki tudott használni, miután Gvardiol átfejelte kapusa felett a labdát, amire lecsapott Garnacho és a 30. percben előnybe helyezte a Vörös Ördögöket. Kevesebb, mint tíz perccel később ismét betalált a United egy ellentámadás után, ezúttal Kobbie Mainoo góljával, Bruno Fernandes gólpassza után. A két játékos az első tinédzserek lettek, akik betaláltak a kupa döntőjében Cristiano Ronaldo óta (2004). A félidőt így 2–0-ás előnyben zárták a manchesteri vörösök.
A félidőben kettőt is cseréltek a kékek, Kovačić és Aké helyére Akanji és Doku érkezett. Ezt követően a City ismét erősen kezdett, nagy nyomás alá helyezve a Unitedet és az 55. percben majdnem ki is egyenlítettek, mikor Haaland eltalálta a felső kapufát egy erőteljes lövéssel. A 60. percben Onanának kellett nagyot védenie, miután Kyle Walker a tizenhatoson kívülről a kapura küldte a labdát. Haaland ismét a földre esett a 75. percben a tizenhatoson belül, de ezúttal se kapott büntetőt. Sok próbálkozás után a 87. percben tudott szépíteni a City, Doku találatával, de ez nem volt elég a győzelemhez. Szakértők szerint a United teljesítménye „össze se volt hasonlítható a szezon többi részével,” Ten Hag két éve egyik legjobb mérkőzésének nevezve a találkozót.

### Részletek
| 2024. május 25. 15:00 (GMT) |

| Manchester City | 1–2               | Manchester United       |
| --------------- | ----------------- | ----------------------- |
| Doku 87'        | (0–2) Jegyzőkönyv | Garnacho 30' Mainoo 39' |

| Wembley Stadion, London Nézőszám: Játékvezető: Andy Madley (West Riding megye) |

| Manchester City | Manchester United |

| KA            | 18 | Stefan Ortega   |     |       |
| JV            | 2  | Kyle Walker     |     |       |
| KV            | 5  | John Stones     |     |       |
| KV            | 6  | Nathan Aké      | 46' |       |
| BV            | 24 | Joško Gvardiol  |     |       |
| KP            | 16 | Rodri           |     |       |
| KP            | 7  | Mateo Kovačić   | 46' |       |
| JSZ           | 20 | Bernardo Silva  |     |       |
| TKP           | 17 | Kevin De Bruyne | 56' |       |
| BSZ           | 47 | Phil Foden      |     |       |
| KCS0          | 9  | Erling Haaland  |     |       |
| Cserék:       |    |                 |     |       |
| KA            | 33 | Scott Carson    |     |       |
| V             | 3  | Rúben Dias      |     |       |
| V             | 25 | Manuel Akanji   | 46' |       |
| V             | 82 | Rico Lewis      |     |       |
| K             | 10 | Jack Grealish   |     |       |
| K             | 11 | Jérémy Doku     | 46' |       |
| K             | 27 | Matheus Nunes   |     |       |
| K             | 52 | Oscar Bobb      |     |       |
| CS            | 19 | Julián Álvarez  | 56' | 90+7' |
| Menedzser:    |    |                 |     |       |
| Pep Guardiola |    |                 |     |       |

| KA           | 24 | André Onana        |       |           |
| BV           | 20 | Diogo Dalot        |       |           |
| KV           | 6  | Lisandro Martínez  | 73'   |           |
| KV           | 19 | Raphaël Varane     |       |           |
| JV           | 29 | Aaron Wan-Bissaka  |       |           |
| KP           | 37 | Kobbie Mainoo      |       | 45'       |
| KP           | 4  | Szofjan Amrabat    |       |           |
| BSZ          | 10 | Marcus Rashford    | 73'   |           |
| JSZ          | 17 | Alejandro Garnacho | 90+3' |           |
| KCS0         | 39 | Scott McTominay    | 90+3' | cs. 90+5' |
| KCS          | 8  | Bruno Fernandes    |       |           |
| Cserék:      |    |                    |       |           |
| KA           | 1  | Altay Bayındır     |       |           |
| V            | 2  | Victor Lindelöf    | 90+3' |           |
| V            | 35 | Jonny Evans        | 73'   |           |
| V            | 53 | Willy Kambwala     |       |           |
| K            | 7  | Mason Mount        | 90+3' |           |
| K            | 14 | Christian Eriksen  |       |           |
| K            | 16 | Amad               |       |           |
| CS           | 11 | Rasmus Højlund     | 73'   |           |
| CS           | 21 | Antony             |       |           |
| Menedzser:   |    |                    |       |           |
| Erik ten Hag |    |                    |       |           |

| A mérkőzés játékosa: Kobbie Mainoo Asszisztensek: Harry Lennard, Nick Hopton Negyedik játékvezető: Simon Hooper Tartalék játékvezető: Tim Wood Videóbírók: Michael Oliver, Peter Bankes, Stuart Burt | Szabályok - 90 perc játékidő. - 30 perc hosszabbítás döntetlen esetén. - Ha ekkor sincs döntés, akkor tizenegyesek következnek. - Kilenc cserejátékos nevezhető. - Öt játékos cserélhető, a hosszabbításban még egy cserelehetősége van mindkét csapatnak. A cserékre három alkalommal van lehetőség, amelybe nem számít bele a félidő, a hosszabbítás előtti szünet és a hosszabbítás félideje. |

## Statisztika
| Kategória              | Első félidő | Első félidő | Második félidő | Második félidő | Összesen | Összesen |
| Kategória              | City        | United      | City           | United         | City     | United   |
| ---------------------- | ----------- | ----------- | -------------- | -------------- | -------- | -------- |
| Labdabirtoklás         | 74%         | 26%         | 73%            | 27%            | 74%      | 26%      |
| Nagy lehetőségek       | 0           | 2           | 1              | 0              | 1        | 2        |
| Lövések                | 3           | 5           | 16             | 6              | 19       | 11       |
| Kaput eltaláló lövések | 1           | 3           | 3              | 2              | 4        | 5        |
| Lesek                  | 0           | 2           | 1              | 1              | 1        | 3        |
| Passzok                | 382         | 134         | 282            | 114            | 664      | 248      |
| Pontos passzok         | 349         | 109         | 253            | 81             | 602      | 190      |
| Szerelések             | 5           | 6           | 3              | 9              | 8        | 15       |
| Sárga lapok            | 0           | 1           | 1              | 1              | 1        | 2        |